# ТМ-1131
ТМ-1131 «Туляк» («Мишка») — малолитражный автомобиль разработки ОАО «Мишка-Тула-Москва». Серийное производство не налажено. В 1999 году планировалось начать сборку модели на Тульском комбайновом заводе, впоследствии на автозаводе ЗИЛ. Внешне напоминает автомобиль «Ока».
Предполагался выпуск с кузовами: универсал, фургон и пикап.
Конструкция: несущий металлический каркас с пластиковыми панелями кузова. Унифицирован по узлам и агрегатам с автомобилями «Газель», «Ока», «Таврия» и семейством ВАЗ. В качестве дополнительных опций изучалась возможность установки кондиционера, электроусилителя руля, AБС, а также четырёхступенчатой АКПП и газовой системы 4 поколения.
Предположительно на конец 2011 года было собрано около 10 экземпляров, на которых проходили ходовые испытания. В ГАИ Тульской области по состоянию на 2008 год на учёте числилось четыре машины. Один «Мишка» принадлежал частному лицу, на остальные, зарегистрированные на ОАО «Мишка-Тула-Москва», был наложен арест.